# Nautisk almanacka

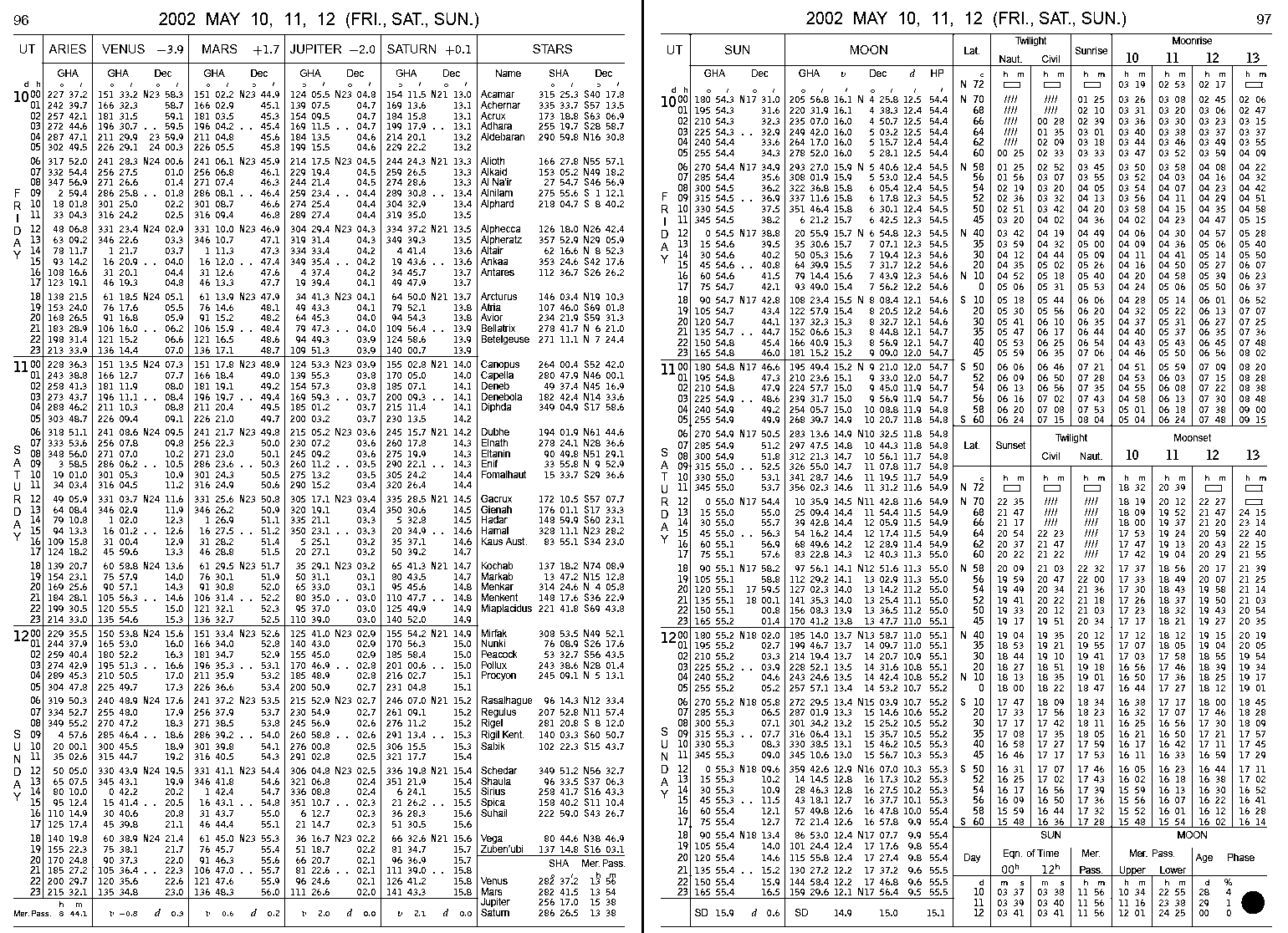
Två sidor ur 2002 års nautiska almanacka publicerad av United States Naval Observatory.

En nautisk almanacka är en tabell innehållande positioner för olika himlakroppar vid olika tillfällen. Almanackan används för att beräkna positionen utifrån tidpunkten och dessa himlakroppars höjd över horisonten. Nautiska almanackor har publicerats årligen sedan 1767. Kommersiella almanackor innehåller även annan information för sjöfarare som till exempel tidvattentabeller.